# Maroni (fleuve)
Pour les articles homonymes, voir Maroni.

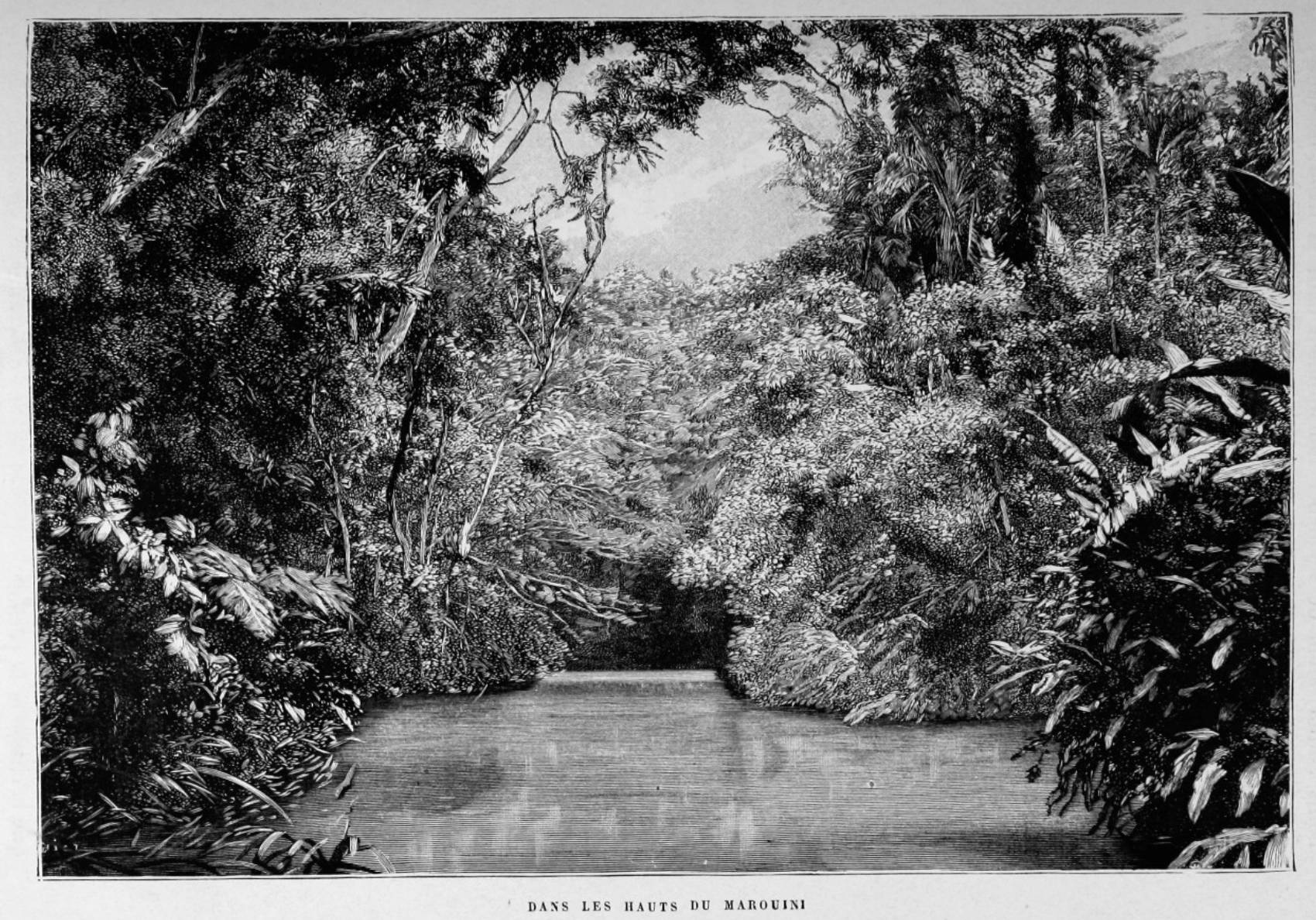
Haut-Maroni, en allant vers la source (voyage d'exploration fait dans les années 1880 par Henri Coudreau).

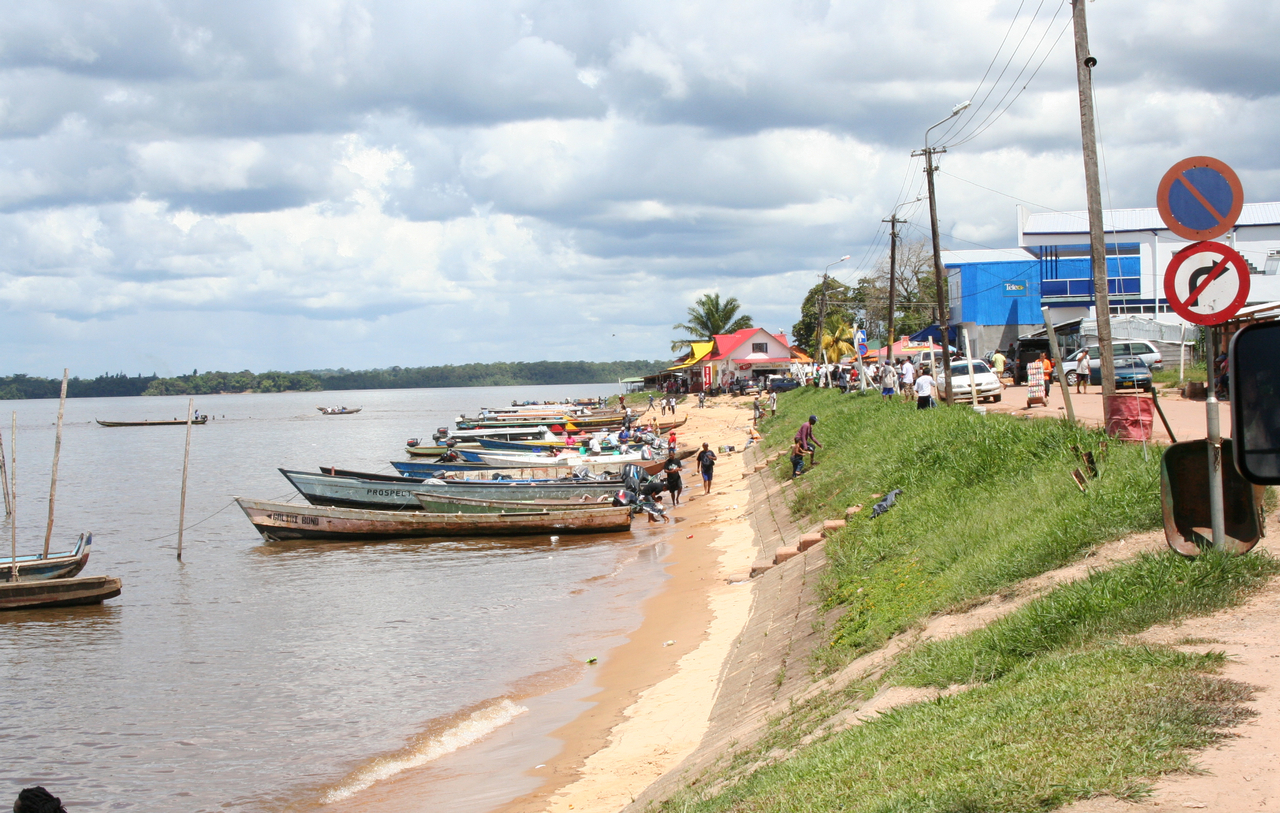
La rive du Maroni vers l'embouchure côté Suriname (à Albina).

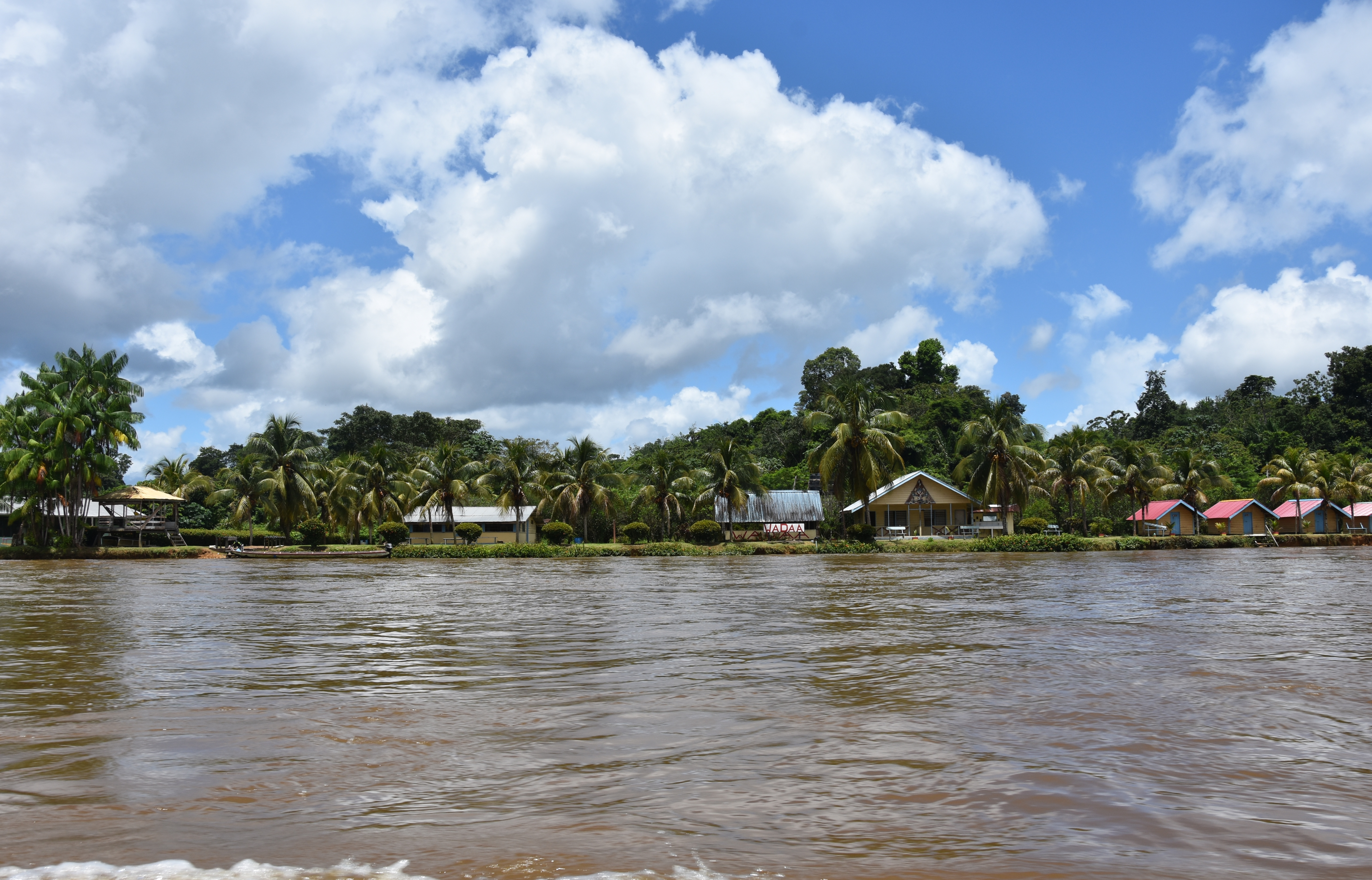
Vue des rives du fleuve Maroni lors d'une remontée en pirogue.

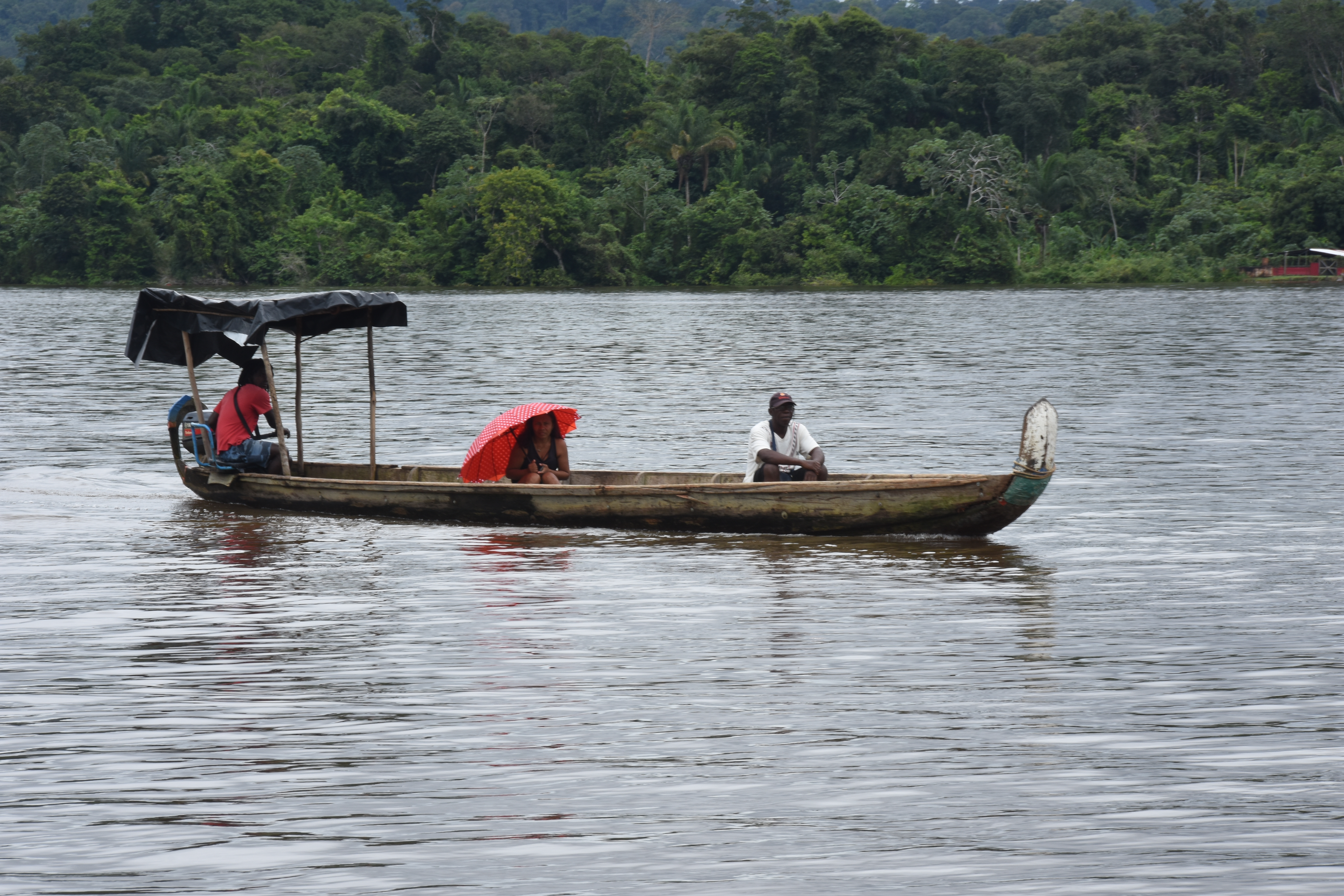
Pirogue sur le fleuve Maroni en Guyane.

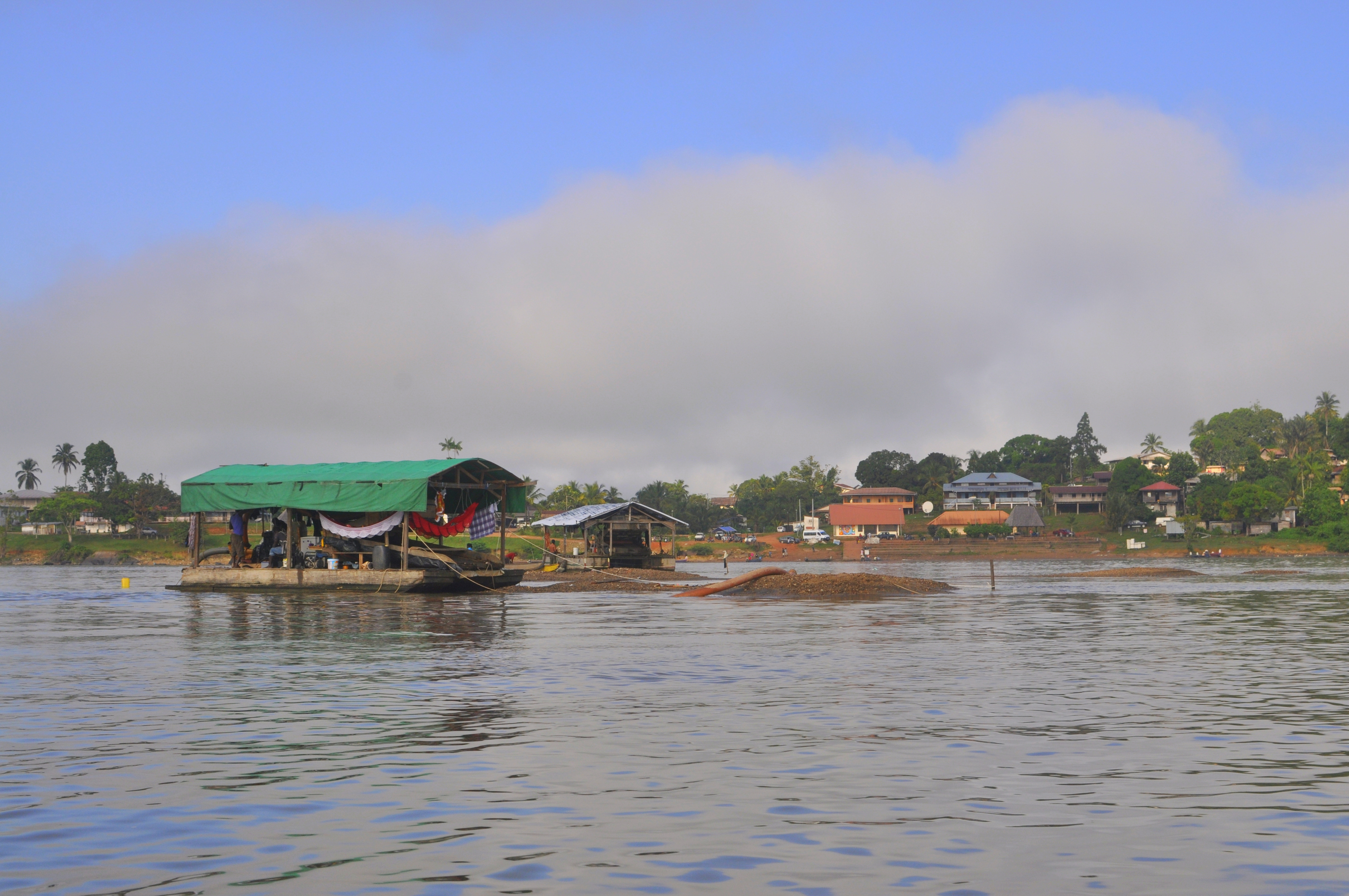
Barge d'orpaillage clandestin à Maripasoula.

Le Maroni (néerlandais : Marowijne) est un fleuve d'Amérique du Sud. Sous le nom d'Itany, il prend sa source près du massif du Mitaraka, et devient la Lawa lors de sa confluence avec l'Inini et enfin Maroni lors de sa réunion à Grand-Santi avec la rivière Tapanahoni. Il fait partiellement office de frontière entre le Suriname à l'ouest et la Guyane française à l'est.

## Géographie
Le Maroni fait partie du réseau hydrographique très dense et chevelu de la Guyane française caractéristique des régions équatoriales. Les principaux cours de cette région prennent leur source dans l'intérieur des terres soit au niveau des hauteurs qui occupent le centre de la Guyane française soit dans la pénéplaine méridionale située au sud de ces hauteurs. Ces cours d'eau vont du sud vers le nord en se jetant dans l'océan Atlantique.  
Le Maroni, est le plus long des cours de la Guyane français avec une longueur de 611,7 km, le fleuve et ses îlots étant partagés entre la France et le Suriname, la ligne médiane de son cours fait office de frontière entre la Guyane et le Suriname jusqu'à son embouchure commune avec le fleuve Mana. La frontière entre la France et le Suriname est fixée sur la ligne médiane du fleuve entre l'île Stoelmans (surinamaise) et l'île Portal (française) par une convention du 30 septembre 1915 et présumée sur la ligne médiane en amont et en aval en vertu des actes de Barcelone de 1921 en l'absence d'accord de délimitation ratifié entre les deux États riverains. Dans la partie amont du cours du fleuve, le tracé de la frontière est encore contesté au début du XXIe siècle.

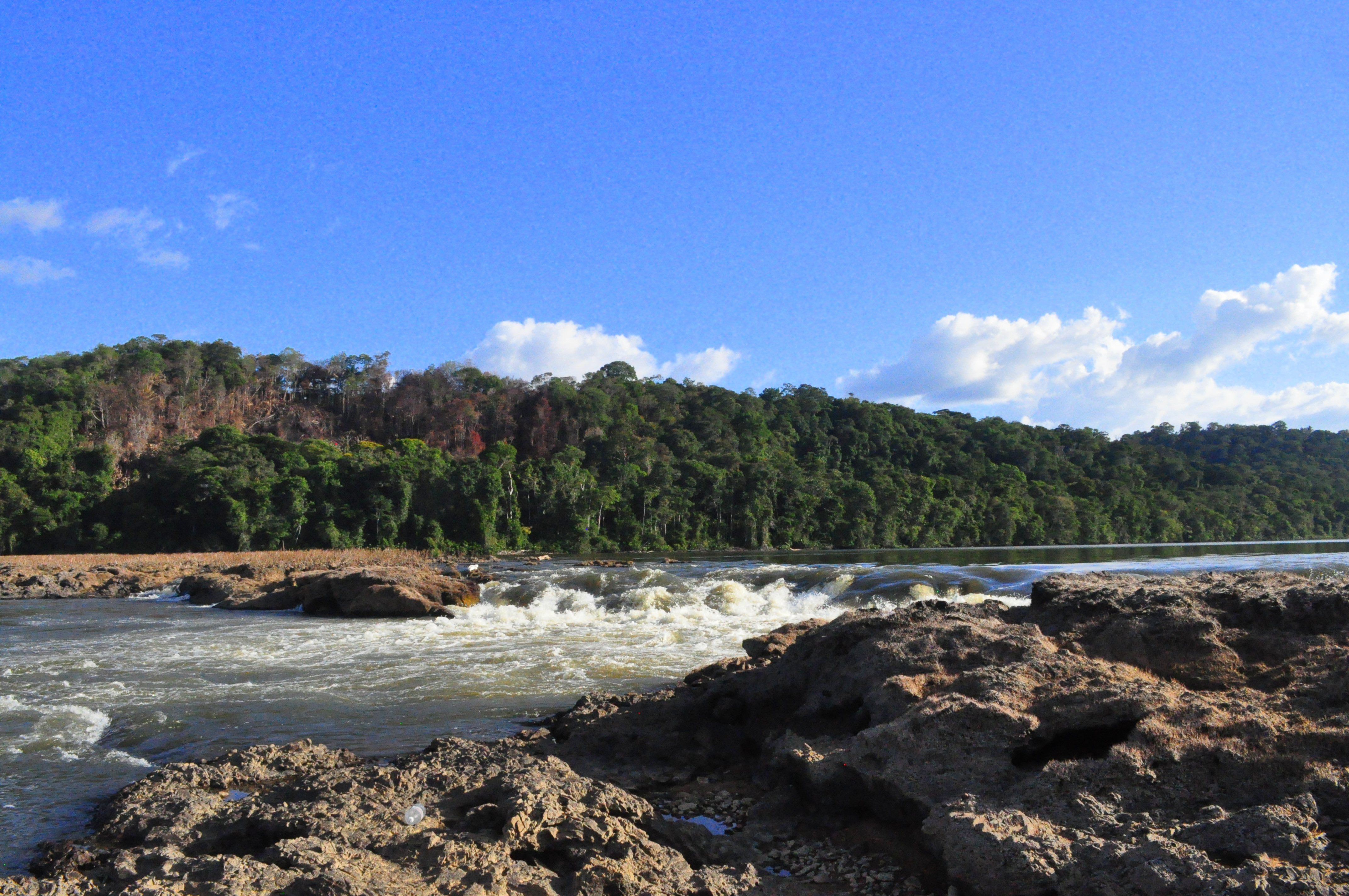
Saut sur le fleuve Maroni.

Plusieurs îles et de nombreux rapides, appelés « sauts » en Guyane, jalonnent son cours. On dénombre environ quatre-vingt-dix (90) sauts.

### Communes arrosées
De l'embouchure au Lawa guyanais, le Maroni traverse les communes suivantes :

#### Côté Guyane
Cette partie de la Guyane le long du fleuve, couverte d'une forêt épaisse, dépourvue d'infrastructures de transport et disposant de ressources naturelles limitées est très peu peuplée. La commune la plus peuplée sur la rive droite du Maroni (côté Guyane française) est Saint-Laurent-du-Maroni (environ 50 000 habitants en 2021) située au fond de l'estuaire. Les autres communes sont Awala-Yalimapo (située à l'embouchure) puis en s'éloignant vers l'aval à partir de Saint-Laurent-du-Maroni en aval : Apatou, Grand-Santi, Papaichton, Maripasoula.

#### Côté Suriname
Les communes du Suriname sur la rive gauche du Maroni sont Albina, Cottica, Kawemhakan, Langatabiki.

### Sauts
Les sauts s'appellent des « soula » en langue locale. Les principaux sauts sont Hermina Soula, Goodou Kampou Soula, Makou Soula, Toou Soula.

### Îles du Maroni
L'estuaire du Maroni comporte plusieurs îles.
Du côté de Saint-Laurent-du-Maroni, les principales îles sont :
- Île Portal
- Île de la Quarantaine
- Île aux Lépreux
- Île Bastien

Du côté de la ville d'Albina au Suriname, les principales îles sont :
- Aroeaba Noord
- Aroeaba Tabbetje
- Aroeaba Oost
- Aroeaba Zuid

## Affluents
Rive droite
Le cours inférieur du Maroni est formé par le Lawa dans lesquels se jettent le Tampok et l'Alitani. En aval de Grand-Santi, les deux principaux affluents du Maroni sont le Tapanahoni (rg) au Suriname et la rivière Abounamy (rd) en France.

## Hydrologie
Le régime hydrologique est un pluvial équatorial  type Af selon la classification de Koppen. Il est caractérisé par une pluviométrie très importante (entre 1 750 et 3 000 millimètres par an sur le bassin versant du Maroni) et marqué par quatre saisons : la petite saison des pluies de mi-novembre à mi-février, le petit été de mars, la saison des pluies d'avril à mi-juin et la saison sèche de mi-aout à mi-novembre. Le pic pluviométrique se situe vers avril et juin. 
La surface du bassin versant du Maroni est de 60 930 km2 mesuré à Langa Tabiki c'est-à-dire à près de 100 kilomètres de l'embouchure du fleuve car plus en aval son débit est influencé par la marée. Le débit moyen y est de 1 682 m3/s. Le Maroni présente une période de hautes eaux au printemps et une période de basses eaux en automne. Les hautes eaux du printemps sont dues aux fortes pluies qui s'abattent sur la totalité du bassin versant du Maroni à cette période de l'année. Les précipitations varient en effet du simple au triple entre le mois d'octobre qui est le plus sec et le mois de mai qui est le plus arrosé.
La lame d'eau écoulée dans son bassin versant annuellement s'élève de ce fait à 870 mm, une valeur élevée très supérieure à celle des fleuves de France métropolitaine mais inférieure à celle des fleuves tropicaux sud-américains que sont l'Amazone (1 197 mm) et l'Orénoque (1 031 mm). Le débit spécifique du Maroni est de 27,6 l/s/km2 de bassin. Le débit maximum mensuel mesuré sur une période de 47 années est de 5 450 m3/s et le débit minimum est de 54 m3/s.

## Aménagements
Il n'existe aucun pont franchissant le fleuve. À Saint-Laurent-du-Maroni, un bac permet de franchir le fleuve pour passer au Suriname. 
Il n'existe aucun barrage sur le fleuve et ses affluents.

## Activités économiques
Tout au long de son cours se succèdent villages Bushinengué (Aluku, Djukas, Paramaccans, Saramacas) et Amérindiens (Lokonos, Kali'nas, Wayanas, Tekos). Pour ces communautés situées à l'intérieur de la Guyane française le Maroni est une voie de communication essentielle. En l'absence de voie de communication routière la pirogue constitue le principal moyen de transport de la région. Au départ de Saint-Laurent-du-Maroni plusieurs sociétés, basées à Saint-Laurent, proposent leurs services pour le transport fluvial, tant du fret que des passagers, sur le Maroni, toutefois sans lignes régulières. Les pirogues du Maroni se comptent par centaines. Elles restent le seul moyen de transport pour les riverains du fleuve. Les Amérindiens naviguent uniquement dans l'estuaire sur des pirogues larges et se terminant par une haute étrave. Les Bushinenge, population issue des anciens esclaves du Surinam, construisent des pirogues adaptées au passage des rapides. Étroites et longues, elles possèdent des extrémités curvilignes. Il est à noter que les pirogues à moteur et les canots-pagaies sont ornés d'entrelacs appelés tembé et de décorations d'inspiration moderne.

## Surveillance

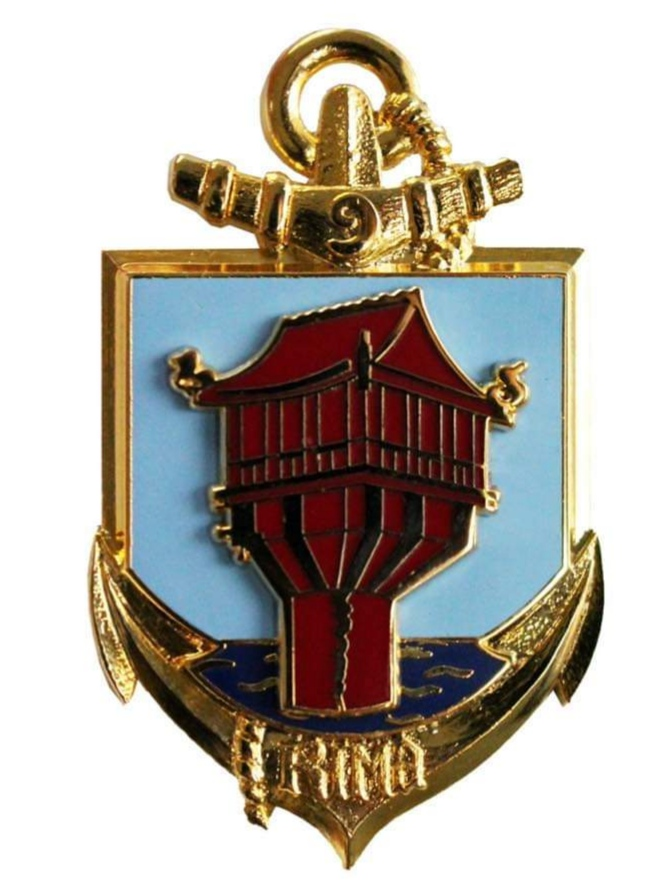
Insigne du 9ème R.I.Ma.

Le Maroni étant un fleuve frontalier, son contrôle militaire est assuré par un détachement du 9e régiment d'infanterie de marine de l'armée française, stationné à Saint-Jean-du-Maroni et qui dispose de pirogues pour remonter le Maroni et franchir les sauts.